# 林彤
林彤（？—），男，中华人民共和国政治人物，曾任北京市高级人民法院院长，北京市人民检察院检察长，北京市政协副主席。